# 卡尼福克鎮區 (北卡羅萊納州傑克遜縣)
卡尼福克鎮區（英語：Caney Fork Township）是位於美國北卡羅萊納州傑克遜縣的一個鎮區。

## 地方資料
卡尼福克鎮區的面積為134.16平方千米，皆為陸地。根據2020年美國人口普查的數據，當地共有人口1033人，而人口密度為每平方千米7.7人。